# コルグ・Mシリーズ

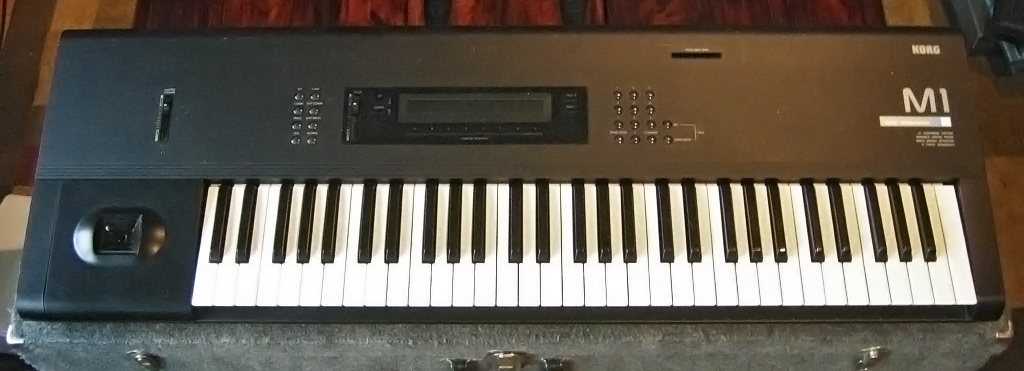
Korg M1

Mシリーズ（エムシリーズ）はコルグが製造、販売したシンセサイザーの型番・商品名である。
PCM音源を搭載した本格的なワークステーションタイプのシンセサイザーの草分けで、同時代に生産されたヤマハDX7やローランドD-50などを生産台数で上回る公称10万台のベストセラーとなった。また、2005年にはM1をPC上でシミュレートしたソフトウェア・シンセサイザーが発売されたほか、2007年にはMシリーズ最新機種としてM3が発売された。

## 特徴
音源部はPCM音源を採用し、その仕組みは実際に録音した生楽器の音をROMに収録し、各音程に割り当てる仕組みである。これによって従来のシンセサイザーが苦手とした複雑な倍音変化を克服し、非常にリアルな楽器音を再現することができた。同時期にはローランドD-50など音源の一部にPCM音源を使った製品もあったが、収録された音の質と量ではM1が圧倒していた。拡張スロットも波形専用とプログラム等が利用出来る専用スロットが、各1つずつ装備されている。
また音源、鍵盤に加え、8トラックのシーケンサー、高品位のエフェクターを内蔵。M1一台で相当のクオリティを持つ音楽制作を可能にした。
収録された音には楽器音の他に「Lore」、「Universe」といった従来のシンセサイザーにはなかった独創的な非現実音も含まれていたほか、「Piano 16'」は本物のピアノとはひと味違った鋭いアタックと抜けの良さにより多用され、「M1ピアノ」と呼ばれるほどの個性を確立した。このM1ピアノの音色はTシリーズやX5Dなどコルグの他のシンセサイザーにも収録されている機種は存在するが、少々アレンジされたものであり、完全に再現はされていない。

## Mシリーズの製品
M1
1988年5月発売。61鍵。PCM音源と独立2系統ステレオ・デジタル・エフェクター、8トラックの内蔵シーケンサーを搭載している。鍵盤は、ヤマハからOEM供給を受けたFS鍵盤をコルグのシンセサイザーで初めて採用した。最大同時発音数16音。マルチティンバー 8トラック 波形容量 4MB（16bitサンプリング） 定価248,000円。1992年には定価が180,000円に改められた。
普及価格帯に現れた完全なPCM音源としては最初期の製品であり、出音のリアルな響きに数多くのミュージシャンが驚愕した。数式の計算のみで出音を生成するFM音源よりも音色変化の幅に乏しいが、生音の再現に優れ、音色作成が容易であることから、1990年代初頭までにはFM音源が中心であったシンセサイザーの勢力図を完全に塗り替えた。
明和電機のミニアルバム『魁 さきがけ 明和電機』において経理のヲノさん事ヲノサトルが多用している。また、P-MODELの平沢進もソロミュージシャンとして活動し始めた時に自宅での打ち込みのために使用し、足りない部分と歌をスタジオで補完するレコーディング体制が整った。ケン・イシイも初期の頃の楽曲制作にあえてパラメーター異常の状態から独自に作成した音色を使用していた(なお、ケン・イシイが初めて買ったシンセもこれである)。ニューエイジ・ミュージックを制作する姫神も1989年発売の風土記で使用を開始している。
M1R
M1の2Uフルラックモジュール。定価210,000円。シーケンサーも内蔵している。
M3R
1989年7月発売。1Uサイズのフルラックモジュール。シーケンサーは内蔵せず、M3R独自の音色を追加している。
M3の名前を冠しているが、後に発売されるM3シリーズとは関係が無いM1系列の音源である。
M1EX
1990年発売。M1の波形容量を増量し、音色を追加したモデル。既存ユーザ向けに、有償バージョンアップも行われた。
M1REX
M1Rの波形容量を増量し、音色を追加したモデル。
M1PLUS1
1994年発売。INVISION社開発の音源ボードを追加した限定100台。価格198,000。ハウス系サウンド、容量4MB（45マルチサンプル＋40ドラムサウンド）を追加。
KORG Legacy Collection DIGITAL EDITION
2005年発売。M1EXをソフトウェア・シンセサイザーとしてシミュレート。その他、ベクトル・シンセシスシステムのソフトウェア音源WAVESTATIONや、マルチエフェクト・プラグインのMDE-Xを含んだパッケージとなっている。波形だけでなく、プリセットのライブラリや当時別売りオプションだった波形／ライブラリも網羅するボリュームで、音色管理やエディット、ブラウズや音色検索など、PCならではの使い勝手も特徴。現在はKORG Legacy Collectionのダウンロード版の1つとしてラインナップされている。
M3
2007年発売。61鍵、73鍵、88鍵、さらにモジュール版のM3-Mがラインナップ。同時発音数120。TRITONシリーズに代わる同社のフラッグシップシンセサイザーとして販売された。
新開発のEDS(Enhanced Definition Synthesis)方式のサウンドエンジンを搭載。鍵盤と音源モジュールはセパレート方式で、音源部分は全モデル共通である。オプションのEXB-RADIAS(音源ボード)とEXB-FW(FireWire端子)の搭載が可能。
音源部分は鍵盤タイプのパネル部分を切り出した形をしているため、平置きで673(W) x 202(D) x 82(H)というラックマウントタイプより遙かに大きいサイズとなっている。
PCM波形の拡張方法がPCMカードのようなダイレクトマップ方式から、USBメモリーなどから内蔵RAMにロードして使うファイルローディング方式に変更されたが、内蔵RAMが揮発性のため電源を入れるたびに再ロードが必要となった。
内蔵の64MByte RAM(オプションで256MByteを追加可能)にオプション波形ROMやサンプリングデータをロードして使用する。
256MByteの内蔵波形ROMとオプションの128MByte波形データEX-USB-PCM01～03を使用可能。ただし内蔵RAMを拡張していない場合はオプションの波形データはどれか1種類のみ、内蔵RAM拡張時は3種類ロードすることが可能。
従来、コルグのフラッグシップシンセサイザーはM1以降はヤマハからOEM供給を受けたFS鍵盤を採用してきたが、このM3から自社製のセミウェイテッド鍵盤に切り替えた。
M3 XPanded(M3XP)
2008年発売。M3から様々な機能をアップデートさせた機能拡張版だが、どちらかというとM3の後継機種という方向性の方が強い。ハードウェア仕様はM3と同一だが、EX-USB-PCM波形データをあらかじめ格納するために内部ストレージがM3の256MBから1GBに変更されている。
従来の256MBの内蔵波形ROMに加え、オプションであった128MByte波形データEX-USB-PCM01～03が標準装備となり、内蔵波形ROMは合計640MBとなった。また内蔵波形データの一部が変更されたが、変更前の波形データはEX-USB-PCM04としてコルグのホームページよりダウンロード可能。ただし、オプションの波形データのロード元が内蔵ROMに変更されただけで使用するためにはM3同様一度内蔵RAMにロードする必要があるため、内蔵RAMを拡張していない場合に使用できる追加された波形データは3種類のうち1種類のみである。
従来のM3からはアップデータでM3 Xpanded相当に無料で更新可能。ただしM3からアップデートしたXpandedでEX-USB-PCM波形データを使用するためには、アップデータに添付されている波形データをUSBメモリなどの外部ストレージに入れておき、そこから内蔵RAMにロードする必要がある。
M50
2008年発売。M3XPから機能を限定した廉価機であり、音色などはM3XP(基本256MB)と共通である。位置づけとしてはTRの後継となっている。61鍵、73鍵、88鍵がラインナップされた。同時発音数80。
M3/M3XPと違い音源部分は鍵盤と一体化しており、オプションボードや追加波形データの追加が不可能となっているほか、サンプリング機能なども搭載されていない。鍵盤もM3/M3XPとは異なるタイプのセミウェイテッド鍵盤を使用し、錘も白鍵盤のみ備わっている。2009年には61鍵モデルのカラーバリエーション機が発売された。
iM1
2015年発売。iPad向けにM1をソフトウェア・シンセサイザーとしてシミュレートしたアプリ。フィルターやエフェクトがM1よりも強化されているほか、画面内のコントローラーをなぞって演奏できる「カオシレーター・モード」や、アプリ内課金による拡張ライブラリも備えている。